# Boom Gaspar
Kenneth E. Gaspar (Waimanalo (Hawaï), 3 februari 1953), beter bekend onder de naam "Boom" Gaspar, is een Amerikaanse muzikant die op piano/keyboard/orgel/hammond bijdraagt aan de Amerikaanse rockband Pearl Jam.
Pearl Jamzanger Eddie Vedder leerde Gaspar kennen door C. J. Ramone.
Gaspar heeft bijgedragen aan de albums Riot Act (2002), Pearl Jam (2006), 'Backspacer (2009), "Lightning Bolt" (2013) en elke officiële bootleg sinds 2003. Voor Riot Act heeft hij het nummer Love Boat Captain geschreven.